# Zofia Jasnota
 (juillet 2022).
Améliorez-le ou discutez des points à vérifier. 
Zofia Jasnota, de son nom d'épouse Zofia Konaszkiewicz, née le 29 juillet 1944 à Ołtarzew près de Varsovie, est une compositrice, psychologue et professeur de musique polonaise.
Elle occupe jusqu'à sa retraite la chair d'éducation musicale de la Université de musique Frédéric-Chopin à Varsovie.
Elle est connue avant tout en Allemagne pour sa chanson Unfriede herrscht auf der Erde (Les conflits règnent sur la Terre) qui appartient au genre du nouveau chant liturgique. Le texte allemand provient de la République démocratique allemande.

## Discographie
- Unfriede herrscht auf der Erde (Ciągły niepokój na świecie, 1969)